# Mihran Kirakosian
Mihran Kirakosian (más conocido como Mihran) (n. Ereván, 27 de enero de 1985) es un cantante, bailarín y coreógrafo armenio.

## Biografía
Su padre fue un famoso bailarín y correografo en Armenia, y su madre es cantante. Tiene un hermano mayor que fue el director de su primer vídeoclip "Just Like That".
Su familia se mudó a California cuando él apenas tenía 7 años. A la edad de 14 años, comienza a tomar clases de teatro, danza y canto en el Marshall High. Al finalizar el bachillerato, se unió a una agencia de baile, iniciando su carrera como bailarín profesional; adicionalmente, comenzó a dictar clases en el estudio Millenium y pronto empezó a trabajar con artistas como Britney Spears, Christina Aguilera, Pink, Kylie Minogue y Lil Kim, entre otros.
El año 2004 apareció en algunas ocasiones en la película You Got Served, realizando además la coreografía de la presentación de los Black Eyed Peas en los Premios MTV Latinoamérica.
Mihran participó en el Re-Invention Tour (2004) y Confessions Tour (2006) de Madonna, conformando el cuerpo de baile de dicha cantante junto a Sofia Boutella y Daniel "Cloud" Campos, entre otros. Recientemente ha trabajado en el tour de Nike con el correografo y director, Jamie King.
Posteriormente, se presentó al concurso Evradesil junto con Emmy para representar a Armenia en Eurovision 2010, pero finalmente no fue elegido en medio de una gala marcada por las acusaciones de fraude en los televotos. El año 2011 en tanto, fue elegido internamente por la televisión pública de Armenia juto a Emmy para que representaran a Armenia en el Festival de la Canción de Eurovision de 2011 que se celebrara en Düsseldorf.